# Bianca Marin
Bianca Sorina Marin (født 23. marts 1999 i Ploiești, Rumænien) er en kvindelig rumænsk håndboldspiller som spiller for CSM București.